# Teuchophorus ornatulus
Teuchophorus ornatulus är en tvåvingeart som beskrevs av Henk J.G. Meuffels och Patrick Grootaert 2004. Teuchophorus ornatulus ingår i släktet Teuchophorus och familjen styltflugor.
Artens utbredningsområde är Thailand. Inga underarter finns listade i Catalogue of Life.